# Андреас Каппелер
Андреас Каппелер (нім. Andreas Kappeler; нар. 20 вересня 1943, Вінтертур, Швейцарія) — швейцарський історик, фахівець з українсько-російських відносин; працює головним чином у Австрії. Професор Віденського університету. Член австрійської академії наук, іноземний член української академії наук, іноземний член Чуваської академії наук. Член редакційної колегії журналу Ab Imperio.

## Біографія
У 1962–1969 роках вивчав східноєвропейську історію та славістику у Віденському та Цюрихському університетах. Був професором Кельнського університету. 1969 року захистив дисертації в Цюрихському університеті, де у 1970–1976 роках працював науковим асистентом. У 1976–1978 роках як габілітаціон-стипендіат вів дослідження у Цюриху, Паріжі, Гельсинкі та Москві.

## Наукові зацікавлення
Одним із перших західних вчених акцентував увагу на багатоетнічності тодішнього Радянського Союзу та й Росії. Його праця «Росія як поліетнічна імперія» дозволила відійти від монолітної національної історії Росії й побачити інші регіони з цілком відмінними культурними й історичними традиціями. Саме зацікавленість багатоетнічністю привели Каппелера до розробки тем з історії України. Теми його наукових праць про Україну — це український націоналізм, націєтворення, міжетнічні стосунки та історія Галичини. Каппелер також відомий науковими синтезами історії Росії та України.

## Визнання
- іноземний член Національної академії наук України (1996)
- іноземний член Чуваської академії наук (1996)
- дійсний член Австрійської академії наук (2001)
- Премія «Kardinal-Innitzer-Preis» (2006)
- Доктор h.c. Чуваського державного університету (Чебоксари, 2007)